# 张力军 (1952年)
张力军（1952年7月—），吉林桦甸人，理学硕士，经济师，1976年9月加入中国共产党，原中华人民共和国环境保护部副部长，2015年因严重违纪而被“双开”。

## 生平
1975年12月毕业于东北工学院有色冶金系。1984年6月到1989年7月先后担任舒兰县副县长、县委副书记、县长。1989年7月任吉林省环境保护局局长。1993年1月任中国环境报社社长。1997年2月任国家环境保护局计划财务司司长；1998年7月任国家环保总局规划与财务司司长；2002年8月任国家环保总局污染控制司司长；2004年12月任国家环境保护总局副局长。2008年3月到2013年2月，任中华人民共和国环境保护部副部长。

## 落马
2015年7月30日，因涉嫌严重违纪违法接受组织调查。据媒体报道，张力军等人利用所掌握的权利，通过干预政策制定、搭建利益链、进行权钱交易，合伙牟取暴利，并对相关市场竞争者进行打压。张力军早前被举报利用职权授意并伙同编造虚假资质、串改国家标准、串通骗取中标、制售假冒伪劣计量用检测产品牟取暴利，导致污染限值高出新车排放标准10倍以上。上述利益链条涉及环保部污染防治司大气处、国家机动车排放监控中心等部门，以及多位环保领域专家和多家生产企业。
张力军等人还授意成立所谓国家级专家组、利用国家监管平台宣传假冒伪劣企业业绩，以达到共同牟取暴利的目的，并打击享有国家专利技术企业的发展。“凡是涉及机动车尾气排放检测设备或网络建设的政府采购项目，都派这一国家级专家组参与评标，中标单位无不是利益链条中的3家企业。”“正是在张力军等人的影响下，3家企业至今在全国销售了超过4000多套拼凑的假冒伪劣‘简易工况法设备’，非法获利超过20亿元。”举报人称，张力军等人还涉嫌黑社会背景，曾通过制造车祸、扣押等手段，对市场竞争者进行打压。
2015年12月31日，中央纪委监察部网站发布消息，称张力军已被开除党籍和公职。2016年11月9日，北京市第二中级人民法院公开宣判，张力军犯受贿罪，非法收受他人財物，共計折合人民幣242.9927萬元，因此判处有期徒刑4年，并处罚金50万元；受贿所得财物及其孳息予以追缴，上缴国库。
2019年12月30日，张力军刑满出狱。